# 真羽闘力
真羽闘力（まう とうりき、1977年8月21日 - ）は、トンガ出身の元ラグビー選手。

## プロフィール
- ヌクアロファ出身。
- ポジションはナンバーエイト(No8)、フランカー(FL)。
- 日本代表キャップは6。（2015年8月現在）
- トンガ名はフェレティリキ・マウ（Feletiliki Mau）。

## 経歴
大東文化大学にラグビー留学し、代表キャップ3を獲得。
卒業後、リコーに入社。
2004年、ワールドに移籍。
2005年8月15日、日本国籍を取得。
2006年9月30日の三洋電機戦で、審判員に対し暴言を吐き1試合出場停止処分となった。
2012年3月までキヤノンに在籍。
2012年4月福岡サニックスへ移籍し、1シーズンプレーした。9月に左肘を負傷し、2013年に福岡市内の整形外科病院で靱帯の再建手術を受ける。
2015年現在、六甲ファイティングブルに所属する。
2016年、2013年の左肘靭帯再建手術の失敗が原因で、ラグビー選手の引退を余儀なくされたとして、手術を行った病院を相手取り損害賠償の訴訟を起こす。病院側が約６千万円の和解金を支払う内容で和解した